# Eduard Herrmann
Eduard Herrmann (ur. 1 grudnia 1836 w Unieszewie, zm. 3 marca 1916 w Olsztynie) – niemiecki duchowny rzymskokatolicki, biskup pomocniczy warmiński w latach 1901–1916.

## Życiorys
Studiował w Braniewie, święcenia kapłańskie przyjął w 1859 we Fromborku. Pracował jako kapelan w Sztumie (1859–1861), Królewcu (1861–1864) i Wystruci (1864–1869), był także dziekanem w Biskupcu lata 1869–1898; od 1898 kanonik warmiński.
Brał udział w działalności politycznej jako poseł do parlamentu pruskiego. Opowiadał się za prawem Polaków do używania języka ojczystego w katechizacji i liturgii; jego rodzina ze strony matki (z domu Guski) była pochodzenia polskiego.
30 lipca 1901 mianowany biskupem tytularnym Cybistra i biskupem pomocniczym warmińskim; konsekrowany 24 listopada 1901. Jako biskup pomocniczy przy osobie ordynariusza Andreasa Thiela dbał o dobre stosunki z duchowieństwem polskim na terenie diecezji warmińskiej.